# Attagenus brittoni
Attagenus brittoni es una especie de coleóptero de la familia Dermestidae.

## Distribución geográfica
Habita en Irán.